# Gasteranthus leopardus
Gasteranthus leopardus är en tvåhjärtbladig växtart som beskrevs av M. Freiberg. Gasteranthus leopardus ingår i släktet Gasteranthus och familjen Gesneriaceae. Inga underarter finns listade i Catalogue of Life.